# 城戸康彰
城戸 康彰（きど やすあき）は、日本の経営学者。産業能率大学経営学部教授、同大学大学院研究科長。日本ビジネス心理学会理事。経営行動科学学会元会長。専門は組織内の人間行動論。

## 略歴
千葉大学人文学部卒業。横浜国立大学大学院経営学研究科修士課程修了、慶應義塾大学商学研究科博士課程満期退学。

## 著書
- 『現代企業と経営』（共著、2001年5月、産能大学出版部）
- 『経営組織心理学』（共著、2008年6月、ナカニシヤ出版）